# Studiolo di Francesco I

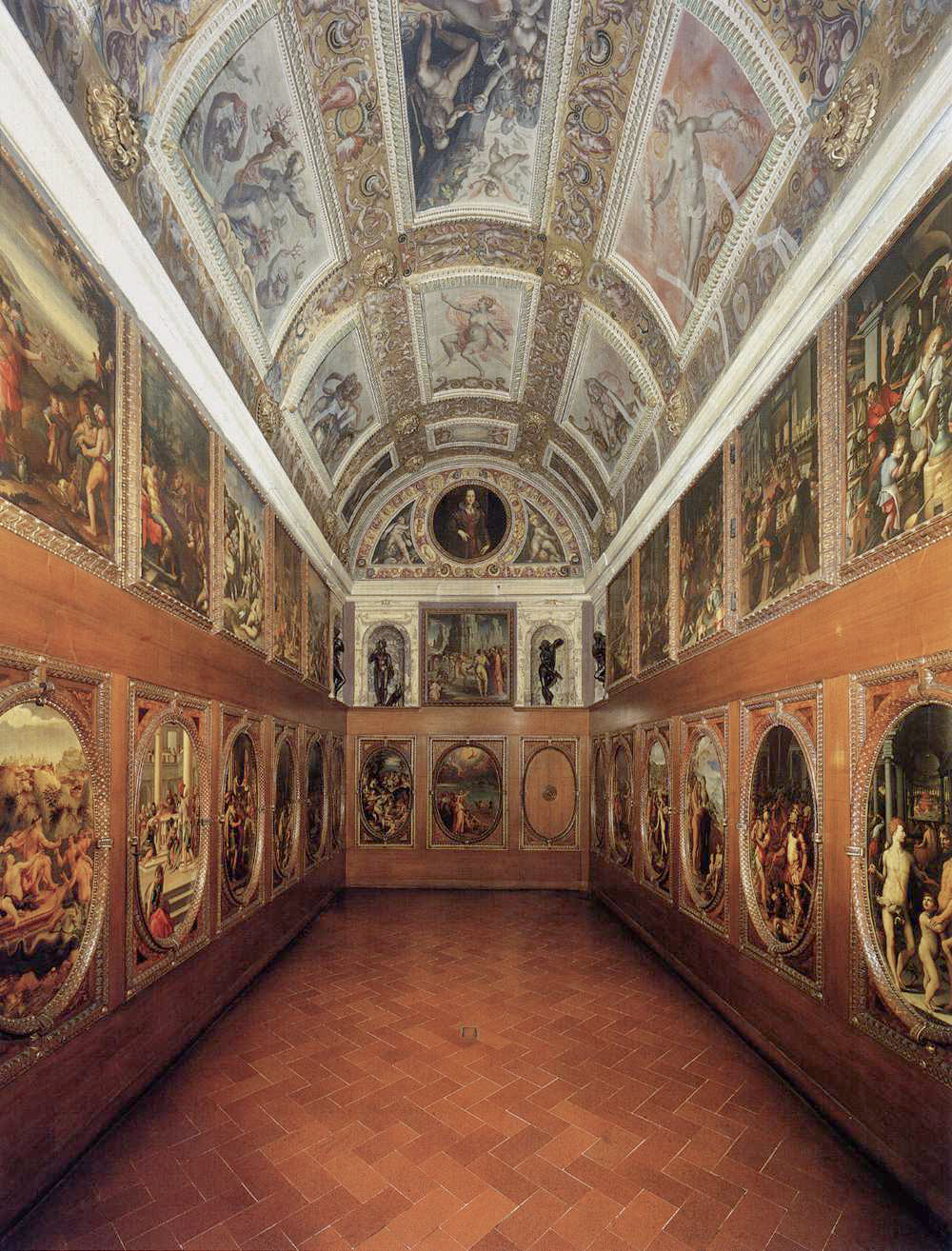
Lo Studiolo di Francesco I

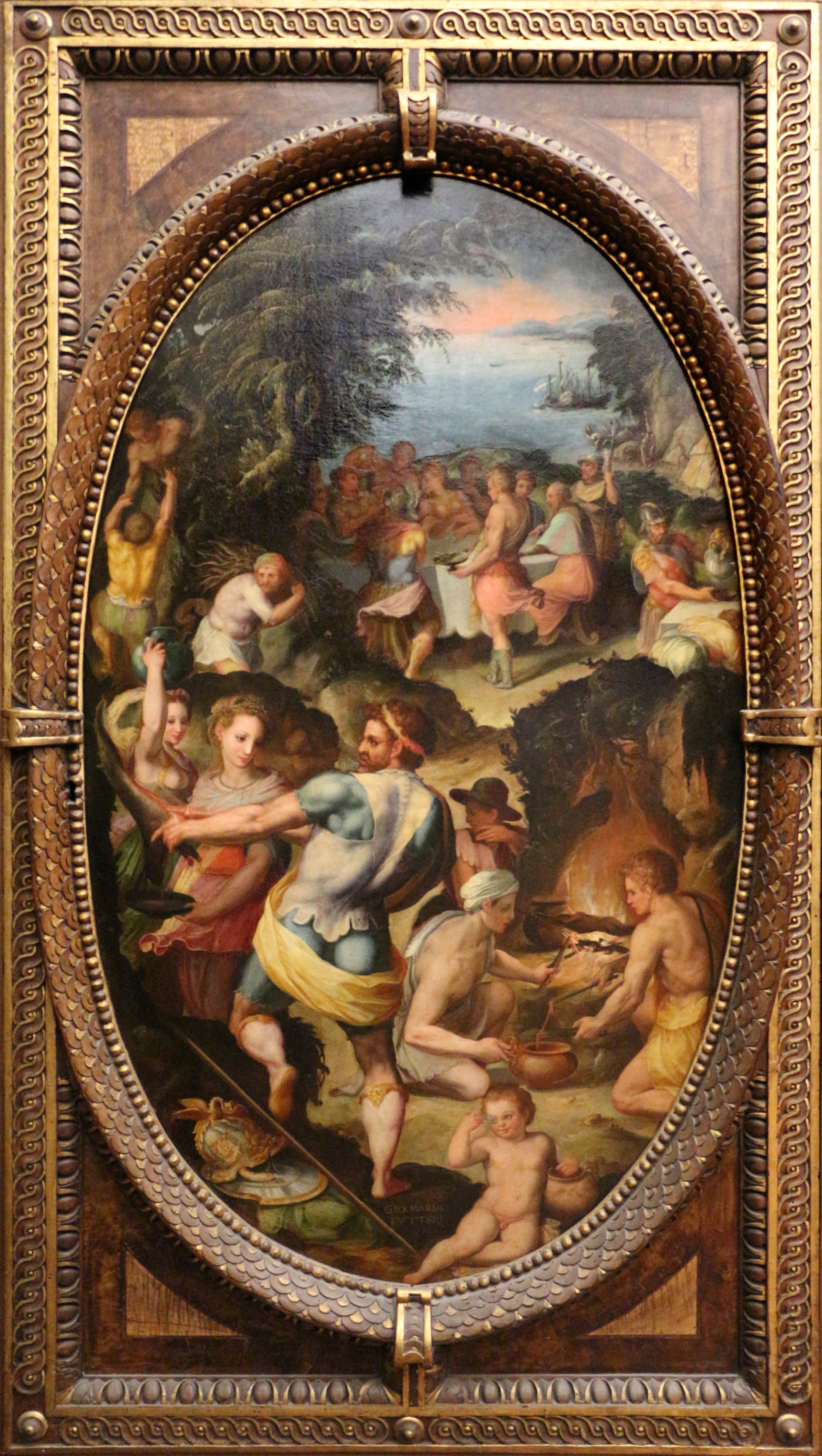
Giovanni Maria Butteri, La scoperta del Vetro

Lo Studiolo di Francesco I è uno degli ambienti più famosi di Palazzo Vecchio a Firenze. Lo Studiolo è una delle creazioni più alte ed originali del manierismo fiorentino, frutto della collaborazione tra l'intellettuale Vincenzo Borghini e un team di artisti capeggiati da Giorgio Vasari.

## Storia
Si tratta di un piccolo ambiente, oggi comunicante con il Salone dei Cinquecento, dove il granduca Francesco I de' Medici amava ritirarsi in solitudine coltivando i propri interessi scientifici e alchemici. Lo studiolo in particolare doveva essere una sorta di Wunderkammer, luogo dove catalogare i più vari materiali collezionati da Francesco, mentre gli esperimenti veri e propri si svolgevano nel laboratorio del Casino di San Marco (lo studiolo infatti non ha nemmeno una finestra).
Nell'agosto del 1570 Vincenzo Borghini, intellettuale della corte medicea, dettava al Vasari il programma di decorazione di una stanza di Palazzo Vecchio, adiacente anche alla camera da letto di Francesco I e comunicante con lo Studiolo di Cosimo I, padre di Francesco, anche questo un piccolo ambiente segreto.
Fu quindi completato tra il 1570 e il 1572 da un gruppo di artisti supervisionati da Giorgio Vasari e dal suo discepolo Giovan Battista Adriani.
Fu però smantellato nel 1590, non molto tempo dopo la scomparsa del granduca (1587), che presto l'aveva abbandonato in favore di Pratolino: le pitture che lo decoravano vennero disperse tra le varie raccolte di opere d'arte della città: gli Uffizi, Palazzo Pitti, ecc. Nel 1920 si decise di ripristinare questo ambiente, ricreando il pavimento e i pannelli lignei sui quali sono poggiate le pitture (in realtà ciascun pannello copre un armadio o una porta). Le pitture sono state ricollocate basandosi sui temi degli affreschi sulla volta, dove sono rappresentati i quattro elementi. All'epoca del riallestimento mancarono due pannelli, non si sa se dispersi o mai realizzati. L'unica parte originale è quindi la zona del soffitto, ma l'insieme comunque ancora oggi di grande suggestione.

## Descrizione
(Vincenzo Borghini)

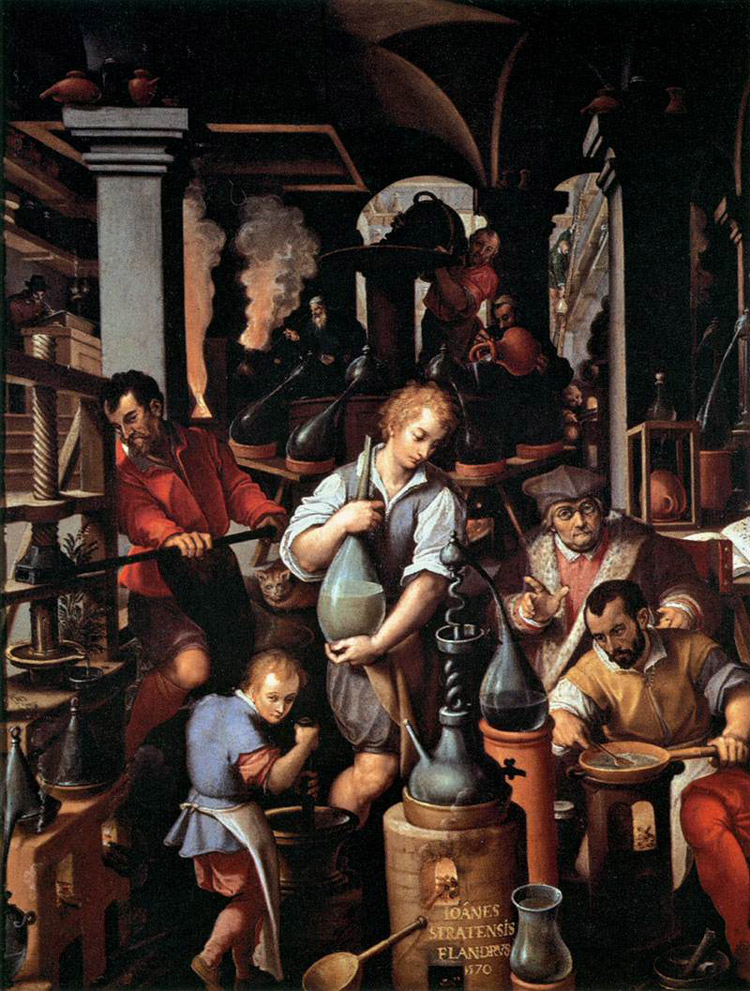
Giovanni Stradano, Il laboratorio dell'alchimista (l'uomo al lavoro in basso a destra è lo stesso Francesco I de' Medici)

La stanza rettangolare è coperta da una volta a botte, affrescata dal Poppi e da Jacopo Zucchi. Al centro del soffitto l'affresco con Prometeo e la simmetria delle specie, che da Pandora riceve il proiettile simboleggiandone la corruzione, era il punto di partenza per tutto il ciclo decorativo; attorno vi sono le personificazioni dei Quattro elementi (Aria, Acqua, Terra e Fuoco), che determinano il tema per il lato corrispondente. Nei riquadri accanto agli Elementi sono affrescate coppie di fanciulli abbracciati, che simboleggiano le qualità risultanti dalle fusioni a due a due dei vari Elementi. Sull'asse centrale, ai lati, l'impresa di Francesco I de' Medici (Donnola) e l'Allegoria dei legami tra i quattro elementi. Nei quattro riquadri angolari, infine, sono rappresentati i quattro elementi umani:
- La Flemma, fredda e umida come l'acqua
- Il Sangue, caldo e umido come l'aria
- La Malinconia, fredda e secca come la terra
- La Collera, calda e secca come il fuoco

Sulle due lunette alle estremità sono collocati i ritratti dei genitori di Francesco: Cosimo I e Eleonora di Toledo di Alessandro Allori, tra raffigurazioni delle stagioni e dei segni zodiacali a esse associati.
Le pareti sono decorate da due registri di pannelli dipinti, tre per fila per ciascun lato minore e otto sul lato maggiore; in quello superiore presso agli angoli sono presenti nicchie con statue in bronzo, che rappresentano figure mitologiche correlate agli Elementi. In totale quindi sono presenti otto nicchie per le statue e 36 dipinti, meno due dispersi (in uno è stata collocata la porta sul salone dei Cinquecento, aperta nel 1920, in un altro è stata lasciata la cornice vuota).
Nel registro inferiore delle quattro pareti, i dipinti ovali fungono da sportelli di armadi situati nello spessore della muratura. Tali dipinti, con soggetti mitologici e pagani, dovevano suggerire i vari materiali conservati in ciascuno sportello, che erano ordinati secondo l'elemento ritenuto di appartenenza, secondo il progetto del Borghini che vedeva dedicato ogni lato dello Studiolo ad un elemento.
Tra i pannelli più interessanti ci sono le Sorelle di Fetonte di Santi di Tito, il Lanificio di Mirabello Cavalori, la Pesca delle perle di Alessandro Allori, le Miniere di diamanti di Maso da San Friano, le Terme di Pozzuoli di Girolamo Macchietti, ecc.
Particolarmente interessante è il pannello della Fucina o Laboratorio d'alchimia, dipinto da Giovanni Stradano, dove Francesco si fece ritrarre a sinistra nelle vesti di un artigiano, impegnato nel lavoro della fonderia: un chiaro segno della personalità inquieta di Francesco, che preferiva le sue attività scientifiche alla politica ed al cerimoniale di corte. Non è da escludere che Jacopo Zucchi eseguisse per lo Studiolo mediceo delle meraviglie i pittoreschi bozzetti su rame, due dei quali a Roma nella Galleria Borghese con Il profeta Daniele e la manna (Allegoria della creazione) e la Pesca delle perle e del corallo (Scoperta dell'America), che illustra la fauna delle Isole Canarie e l'origine dei fossili, la storia naturale nel genere della natura morta, completando la serie agli Uffizi delle Età dell'uomo.

## Elenco delle opere
Contribuirono alla decorazione dello studiolo numerosi artisti dell'epoca.
Le statue sono, da sinistra guardando dalla porta di ingresso del salone, Anfitrite di Stoldo Lorenzi, Venere di Vincenzo Danti, Giunone di Giovanni Bandini, Eolo di Elia Candido, Apollo di Giambologna, Vulcano di Vincenzo de' Rossi, Plutone di Domenico Poggini e Opi di Bartolomeo Ammannati. Le nicchie marmoree sono di Niccolò di Gerardo.
I dipinti si devono ai seguenti autori, alcuni dei quali noti per il loro stile calligrafico e minuzioso nel dipingere i minimi dettagli alla maniera fiamminga:
- Alessandro Allori
  - Ritratto di Cosimo I (tondo)
  - Ritratto di Eleonora di Toledo (tondo)
  - Pescatori di perle (riquadro)
  - Banchetto di Cleopatra (ovale)
- Andrea del Minga
  - Deucalione e Pirra (ovale)
- Niccolò Betti
  - Saccheggio di un villaggio (ovale)
- Domenico Buti
  - Apollo e Chione (ovale)
- Giovanni Maria Butteri
  - Vetreria (riquadro)
  - Scoperta del vetro (ovale)
- Vittore Casini
  - Vulcano nelle fucine (ovale)
- Mirabello Cavalori
  - Lanificio (riquadro)
  - Lavinia all'ara (ovale)
- Jacopo Coppi detto "il Meglio"
  - Invenzione della polvere pirica (riquadro)
  - Alessandro Magno riceve l'omaggio della famiglia di Dario (ovale)
- Francesco Coscia
  - Giunone chiede a Venere la sua cintura (ovale)
- Giovanni Fedini
  - Policrate di Samo ritrova l'anello nel pesce (ovale)
- Alessandro Fei
  - Bottega d'orefice (riquadro)
- Girolamo Macchietti
  - Bagnanti (riquadro)
  - Medea ed Esone (ovale)
- Sebastiano Marsili
  - Atalanta ed Ippomene (ovale)
- Maso da San Friano
  - Miniera di diamanti (riquadro)
  - Caduta di Icaro (ovale)
- Giovanni Battista Naldini
  - Raccolta dell'ambracane (riquadro)
  - Allegoria del sogno (ovale)
- Il Poppi
  - Affreschi del soffitto
  - Fonderia (riquadro)
  - Alessandro Magno cede Campaspe a Apelle (ovale)
- Carlo Portelli
  - Nettuno e Anfitrite (ovale)
- Santi di Tito
  - Metamorfosi delle sorelle di Fetonte (riquadro)
  - Passaggio del mar Rosso (riquadro)
  - Ercole e Iole (ovale)
- Lorenzo Sciorina
  - Ercole uccide il drago Ladone (ovale)
- Giovanni Stradano
  - Alchimisti (riquadro)
  - Ulisse, Mercurio e Circe (ovale)
- Bartolomeo Traballesi
  - Danae e la pioggia d'oro (ovale)
- Giorgio Vasari
  - Perseo libera Andromeda (riquadro)
- Jacopo Zucchi
  - Affreschi del soffitto
  - Miniera d'oro (riquadro)

Le cornici sono di Dionigi Nigetti.